# Агиар (Виана-ду-Алентежу)
Агиар (порт. Aguiar) — фрегезия (район) в муниципалитете Виана-ду-Алентежу округа Эвора в Португалии. Территория – 27,81 км². Население – 699 жителей. Плотность населения – 25,1 чел/км².